# Castanopsis
Castanopsis (D.Don) Spach è un genere di alberi e arbusti sempreverdi della famiglia delle Fagaceae, affini ai castagni (da cui il nome scientifico).

## Descrizione

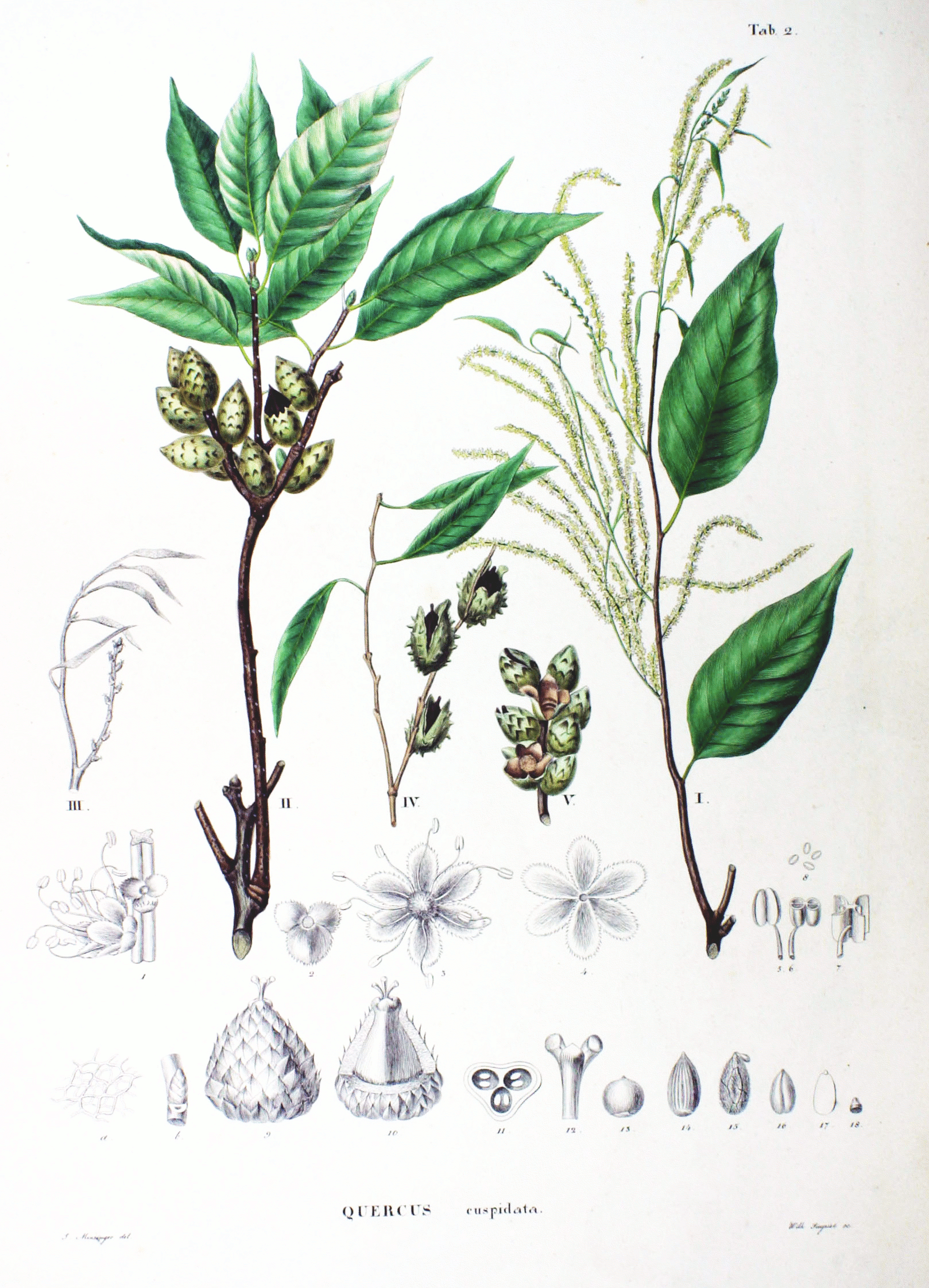
Castanopsis cuspidata

Le specie di questo genere sono tutte piante legnose.
Le foglie sono tipicamente coriacee, sempreverdi, alterne, semplici.
I fiori sono unisessuali. Quelli maschili sono riuniti in amenti eretti. Ogni fiore femminile produce un solo seme; i frutti, che ricordano quelli del faggio ma, a differenza di questi, sono spinosi, riuniscono il prodotto di tre fiori.

## Distribuzione e habitat
Il genere Castanopsis è esclusivo delle regioni temperate e tropicali dell'Asia orientale e sud-orientale (Cina, Giappone, Taiwan, Indocina, Indonesia).

## Tassonomia
Il genere comprende oltre 140 specie.